# Edde Cuéllar
Edde Cuéllar Alegría (El Agustino, 13 de octubre de 1974) es un economista y político peruano. Se desempeñó como alcalde del distrito de Ate, desde el 1 de enero de 2019 hasta el 31 de diciembre del 2022.

## Biografía
Nació en el distrito de El Agustino, en la región Lima, el 13 de octubre de 1974.
Estudió en la Universidad Nacional Federico Villarreal  de la provincia de Lima, donde obtuvo el grado académico bachiller en economía en el año 1999 y el título profesional en el año 2014. Se especializó en Gestión Pública en la Universidad Continental con estudios no concluidos.

## Carrera política
En el año 2015, se desempeñó como distrito de Ate por el partido político Solidaridad Nacional y logró formar parte de la gestión del alcalde Óscar Benavides Majino. Sin embargo, renunciaría al cargo por distintos problemas políticos con el partido.

### Alcalde en Ate
A inicios de 2018, Edde Cuéllar postularía para alcalde del distrito de Ate como miembro del partido Acción Popular. Durante la contienda electoral, Cuéllar compitió contra el candidato y exalcalde Juan Enrique Dupuy del partido Perú Patria Segura. En un principio, la ciudadanía desconocía quién iba a ser el nuevo alcalde del distrito puesto que el portal oficial de la Oficina Nacional de Procesos Electorales había publicado en su página web al 91.88% de actas procesadas en el que existía un empate técnico entre el candidato Dupuy y su persona. Asimismo, no era posible afirmar quién iba a ser la persona que ocupe el sillón distrital debido a que los resultados señalaban que Cuéllar, poseía un 24.72% de votos válidos frente a otro 24.1% de Juan Dupuy, de la agrupación de Renzo Reggiardo. Tras este escándalo, la ONPE dio como ganador a Edde Cuéllar al cien por ciento de actas procesadas.